# 沈刚伯
沈刚伯（1896年12月4日—1977年7月31日），历史学家。湖北宜昌三斗坪人。

## 生平
自幼受留日歸國的父親沈莘庵教誨，讀畢《左傳》、《國語》、《禮記》、《戰國策》後，於11歲，1907年就读湖北方言学堂。辛亥革命后于1914年考入国立武昌高等师范学校，1917年毕业。因成績優異，留任該校附中教授歷史及英文等課程。
1924年考取湖北省官費留學，赴英国伦敦大学攻读历史学，專攻英國史、憲政史及埃及學。1927年学成回国，先后任教于国立武汉大学、中山大学、金陵大学。1931年，任国立中央大学历史系教授，1942年继金毓黻出任历史系主任。1944年，任四川三台东北大学教授，1946年任国立政治大学教授，兼中大历史系教授。
任教期間，先後開設西洋上古史、西洋通史、希臘史、羅馬史、英國史、俄國史、印度史、法國大革命史、西洋文化概論等專門史和國別史的一系列課程。當時能在大學裡專門講授如此繁多的世界歷史課，中國尚無第二人。
1948年经時任教育部长朱家骅介紹，與國立臺灣大學時任莊長恭校長同赴台北，任文学院院长兼历史系主任，1950年傅斯年去世後，任代理校长到隔年四月錢思亮校長接任。
1954年在台湾发起成立中国史学会，任理事长。
1961年，台灣大學圖書館學系（今圖資系）成立，沈剛伯教授兼第一任系主任。雖非出身圖书館學相關領域，卻對充實該系之圖書設備以及師資之延攬十分重視，使得該系能夠在良好的環境、優良的師資和設備之下茁壯成長，成為今日台大代表性系所之一。
在1948至1969年，他擔任文學院院長期間，為推進院務和提高學術水准不遺餘力。設立考古人類學系（今人類系）、圖書館系，加上原有的中文、外文、歷史、哲學四系，使台灣大學文學院有了六個系。
1949年增設文科研究所，後於1956年增擴為中國文學、歷史、哲學、考古人類學4個研究所，1966年又增設外國語研究所。1967年起中國文學研究所和歷史研究所招收博士班，把歷史研究所的碩士班分為一般史學、近代史、中國藝術史三組。全力協助發展校務，安定師生生活，布置讀書研究環境，校內混亂情勢，頓時為之一清。
據臺灣作家、文學評論家楊照所言，沈剛伯教授會在上西洋史時，藉機教授在當時言論自由受到箝制下仍為禁忌的國共內戰史。例如黑版上寫波希戰爭但其實講授的是徐蚌會戰，被楊照譽為臺大的「人格典型」。
沈剛伯教授晚年致力於國史及中國文化之闡發，並對中西上古學術思想作比較研究，解析入微，見地新穎。
他一生淡泊名利，不求聞達，全心貢獻教育事業。對學生「溫而厲，威而不猛，恭而安」。由於他賦性淡泊，不重修飾，長年一席長衫、一頭亂髮、一支香煙，被譽為「台大一景」。
1970年以其学贯中西、开史学新风、对中国史学及文化与外来文化之关系的独到见解，被遴选为中華民國第八屆中央研究院院士。
1977年7月31日终因心脏衰竭而病逝。

## 家庭
沈刚伯夫人曾祥和，中大研究院文学硕士，台湾师范大学教授。